# Marcelo Demoliner
Marcelo Fedrizzi Demoliner, född 18 januari 1989, är en brasiliansk tennisspelare. Han har som högst varit rankad på 34:e plats på ATP-dubbelrankingen. Demoliner har vunnit fem dubbeltitlar på ATP-touren.

## Karriär
I februari 2020 vann Demoliner och Matwé Middelkoop dubbeln vid Córdoba Open efter att ha besegrat Leonardo Mayer och Andrés Molteni i finalen. I oktober samma år tog sig Demoliner och Middelkoop till final vid St. Petersburg Open, där de dock förlorade mot Jürgen Melzer och Édouard Roger-Vasselin.

## ATP-finaler

### Dubbel: 16 (5 titlar, 11 andraplatser)
| Teckenförklaring       |
| ---------------------- |
| Grand Slam (0–0)       |
| ATP Finals (0–0)       |
| ATP Masters 1000 (0–0) |
| ATP 500 Series (0–2)   |
| ATP 250 Series (5–9)   |

| Finaler efter underlag |
| ---------------------- |
| Hard court (1–5)       |
| Grus (2–6)             |
| Gräs (2–0)             |

| Resultat | V–F  | Datum          | Turnering                        | Kategori   | Underlag       | Medspelare        | Motståndare                          | Resultat                   |
| -------- | ---- | -------------- | -------------------------------- | ---------- | -------------- | ----------------- | ------------------------------------ | -------------------------- |
| Tvåa     | 0–1  | Februari 2016  | Ecuador Open, Ecuador            | 250 Series | Grus           | Thomaz Bellucci   | Pablo Carreño Busta Guillermo Durán  | 5–7, 4–6                   |
| Tvåa     | 0–2  | Juli 2016      | Swedish Open, Sverige            | 250 Series | Grus           | Marcus Daniell    | Marcel Granollers David Marrero      | 2–6, 3–6                   |
| Tvåa     | 0–3  | Mars 2017      | Brasil Open, Brasilien           | 250 Series | Grus           | Marcus Daniell    | Rogério Dutra Silva André Sá         | 6–7(5–7), 7–5, [7–10]      |
| Tvåa     | 0–4  | Maj 2017       | Lyon Open, Frankrike             | 250 Series | Grus           | Marcus Daniell    | Andrés Molteni Adil Shamasdin        | 3–6, 6–3, [5–10]           |
| Tvåa     | 0–5  | Oktober 2017   | Chengdu Open, Kina               | 250 Series | Hard court     | Marcus Daniell    | Jonathan Erlich Aisam-ul-Haq Qureshi | 3–6, 6–7(3–7)              |
| Tvåa     | 0–6  | Oktober 2017   | Vienna Open, Österrike           | 500 Series | Hard court (i) | Sam Querrey       | Rohan Bopanna Pablo Cuevas           | 6–7(7–9), 7–6(7–4), [9–11] |
| Vinnare  | 1–6  | Juni 2018      | Antalya Open, Turkiet            | 250 Series | Gräs           | Santiago González | Sander Arends Matwé Middelkoop       | 7–5, 6–7(6–8), [10–8]      |
| Tvåa     | 1–7  | Oktober 2018   | European Open, Belgien           | 250 Series | Hard court (i) | Santiago González | Nicolas Mahut Édouard Roger-Vasselin | 4–6, 5–7                   |
| Tvåa     | 1–8  | Maj 2019       | Bavarian Championships, Tyskland | 250 Series | Grus           | Divij Sharan      | Frederik Nielsen Tim Pütz            | 4–6, 2–6                   |
| Tvåa     | 1–9  | September 2019 | Zhuhai Championships, Kina       | 250 Series | Hard court     | Matwé Middelkoop  | Sander Gillé Joran Vliegen           | 6–7(2–7), 6–7(4–7)         |
| Vinnare  | 2–9  | Oktober 2019   | Kremlin Cup, Ryssland            | 250 Series | Hard court (i) | Matwé Middelkoop  | Simone Bolelli Andrés Molteni        | 6–1, 6–2                   |
| Vinnare  | 3–9  | Februari 2020  | Córdoba Open, Argentina          | 250 Series | Grus           | Matwé Middelkoop  | Leonardo Mayer Andrés Molteni        | 6–3, 7–6(7–4)              |
| Tvåa     | 3–10 | Oktober 2020   | St. Petersburg Open, Ryssland    | 500 Series | Hard court (i) | Matwé Middelkoop  | Jürgen Melzer Édouard Roger-Vasselin | 2–6, 6–7(4–7)              |
| Vinnare  | 4–10 | Juni 2021      | Stuttgart Open, Tyskland         | 250 Series | Gräs           | Santiago González | Ariel Behar Gonzalo Escobar          | 4–6, 6–3, [10–8]           |
| Vinnare  | 5–10 | April 2023     | Grand Prix Hassan II, Marocko    | 250 Series | Grus           | Andrea Vavassori  | Alexander Erler Lucas Miedler        | 6–4, 3–6, [12–10]          |
| Tvåa     | 5–11 | Juli 2023      | Swiss Open Gstaad, Schweiz       | 250 Series | Grus           | Matwé Middelkoop  | Dominic Stricker Stan Wawrinka       | 6-7(8–10), 2–6             |